# Speculum maius

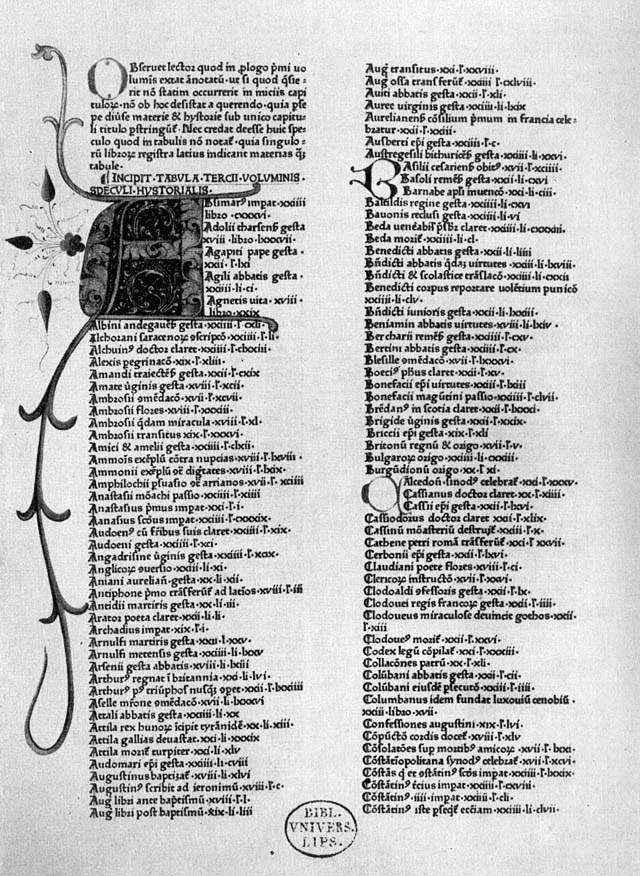
Vincentius Bellovacensis: Speculum maius (Straßburg: Johann Mentelin 1473), Teil 3: Speculum historiale

Das Speculum maius (lateinisch, auch Speculum majus; deutsch „Großer Spiegel“) ist eine Enzyklopädie von Vinzenz von Beauvais aus dem 13. Jahrhundert.

## Übersicht
Der dominikanische Mönch Vinzenz von Beauvais (latinisiert Vincentius Bellovacensis) verfasste um 1247 (andere Quellen: 1260) die wohl bedeutendste Enzyklopädie des Mittelalters, das Speculum maius, ein frühes Werk der Spiegelliteratur.
Er organisierte das Material in 80 Büchern, verarbeitete über 2.000 Quellen, bestehend aus theologischen Schriften und Werken von griechischen, hebräischen und lateinischen Autoren. Das Speculum maius ist in lateinischer Sprache verfasst und wurde 1473/74 erstmals gedruckt (vierte und letzte Auflage: Douai 1624 in 32 Büchern).

## Gliederung
Es besteht aus drei Teilen, die in der handschriftlichen Überlieferung auf acht bis zehn, in den ersten Drucken in fünf Bände aufgeteilt sind:
- Band 1–2: Speculum historiale – eine Historiographie von der Vertreibung aus dem Paradies bis zum Jahr 1244
- Band 3: Speculum doctrinale
- Band 4–5: Speculum naturale – eine Naturenzyklopädie, darunter diverse Bücher zur Pflanzenwelt, zu Gartenanbau und Kräutern u. a.

Ein vierter Teil, das Speculum morale, kam später hinzu. Échard nimmt für dessen Entstehung das frühe 14. Jahrhundert an.

## Folgewerke
Bedeutende Folgewerke in der Traditionsbahn des Speculum maius sind:
- Joachim Sterck van Ringelbergh: Lucubrationes, uel potius absolutissima kyklopaideia, Basel: Westheimer 1538
- Paul Scalich: Encyclopaedia, seu orbis disciplinarum tam sacrarum quam prophanarum epistemon, Basel: Oporinus 1559
- Matthias Martinius: Idea methodica et brevis encyclopaediae, seu adumbratio universitatis, Herborn: Corvinus 1606
- Johann Heinrich Alsted: Encyclopaedia Cursus Philosophici, Herborn: Corvinus 1620

## Belege
1. ↑  Encyclopædia Britannica 1911